# Kawanishi J6K
Kawanishi J6K «Jinpu» (яп. 陣風 «Зінпу» (Шквал), Експериментальний морський винищувач-перехоплювач Тип «18-Сі B») — проєкт винищувача Імперського флоту Японії періоду Другої світової війни.

## Історія створення
Щоб протистояти важким американським бомбардувальникам B-24, B-29 та B-32, командування ВПС Імперського флоту Японії розробило технічне завдання «18-Сі B» (Оцу) на розробку важкого одномісного винищувача-перехоплювача наземного базування. Літак мав розвивати швидкість 665 км/г на висоті 6 000 м і бути озброєним 30-мм гарматами.
У 1943 році фірма Kawanishi, базуючись на своїй попередній розробці 1942 року, літаку Kawanishi J3K, розробила проєкт винищувача, який відповідав би вимогам технічного завдання. Літак, який отримав позначення J6K «Jinpu» («Зінпу» (Шквал)), був низькопланом, оснащений двигуном Nakajima NK6A Homare 42 потужністю 2 200 к.с. Озброєння складалось з двох 30-мм гармат «Тип 5» та двох 13,2-мм кулеметів.
Розробка літака була завершена у червні 1944 року. Але майже готовий прототип так і не був завершений. Всі потужності фірми були залучені для виготовлення літака N1K1-J, який вже пройшов випробування і повністю задовольняв флот.

## Тактико-технічні характеристики

### Технічні характеристики
- Екіпаж: 1 чоловік
- Довжина: 10,12 м
- Висота: 4,30 м
- Розмах крил: 12,50 м
- Маса пустого: 2 940 кг
- Маса спорядженого: 4 373 кг
- Максимальна маса злету: 4 886
- Двигуни: Nakajima NK6A Homare 42
- Потужність: 2 200 к.с.

### Льотні характеристики
- Максимальна швидкість: 685 км/г
- Дальність польоту: 2 055 км
- Практична стеля: 13 860 м

### Озброєння
- Гарматне: 2 x 30-мм гармати «Тип 5»
- Кулеметне: 2 x 13,2-мм кулемети